# Rivarolo del Re ed Uniti
Rivarolo del Re ed Uniti es una localidad y comune italiana de la provincia de Cremona, región de Lombardía, con 2002 habitantes.

## Evolución demográfica
| Gráfica de evolución demográfica de Rivarolo del Re ed Uniti entre 1861 y 2001 |
|                                                                                |
| Fuente ISTAT - elaboración gráfica de Wikipedia                                |